# Seeburg (Karlshöfen)
Die Seeburg ist eine abgegangene Niederungsburg der Ministerialenfamilie von Issendorff südlich des Ortsteils Karlshöfen der Gemeinde Gnarrenburg im niedersächsischen Landkreis Rotenburg (Wümme). Die Burg lag in einem durch den Bau des Oste-Hamme-Kanals 1766 verlandeten See.

## Geschichte
Die Seeburg wird als Sitz der Familie von Issendorf nur einmal in der historischen Überlieferung erwähnt. Kurz nach 1394 ist sie aus unbekannten Gründen durch den Bremer Erzbischof Otto II. zerstört worden. Die von Issendorf verlegten ihren Wohnsitz darauf zum 1428 errichteten Poggemühlen. Auf der Vorderseite des dortigen Gutsgebäudes ist noch ein Stein der Seeburg mit der Inschrift "Disse Stei(n) is va(n) der Seborch do men schrief 1+2+9+3" eingemauert. Dies ist der einzige Hinweis darauf, dass die Seeburg bereits im 13. Jahrhundert existiert hat.
Um 1500 wird die Seeburg im Register des Bremer Erzbischofs Johann Rode unter den zerstörten Burgen genannt. Außerdem war vermerkt, dass ihr Wiederaufbau dem Erzstift keinen Vorteil brächte. Somit blieb sie Ruine.

## Beschreibung
Die Seeburg lag ursprünglich auf einer Insel in einem heute verlandeten See. Heute ist sie nur noch als flache Geländeerhebung mit umlaufender Senke zu erkennen. Aus 18. Jahrhundert wird noch von Resten der Burg berichtet. Der Zugang zur Burg erfolgte über einen Damm. 1939 wurden Pfähle der Fundamentgründung von Gebäuden beobachtet und eine 35 cm dicke Schuttschicht aus einzelnen Findlingen, Backstein- und Dachziegelfragmenten und einem beträchtlichen Anteil von Holzkohle. Anhand dessen lässt sich folgern, dass die Burggebäude vermutlich aus Backsteinmauern auf Findlingsfundamenten bestanden und mit Ziegeln gedeckt waren. Die Holzkohle zeugt von der Zerstörung der Burg kurz nach 1394.